# Jehu Chiapas
Jehu Beezye Chiapas Pérez, noto semplicemente come Jehu Chiapas (Martínez de la Torre, 3 ottobre 1985), è un ex calciatore messicano, di ruolo difensore.

## Palmarès

### Club

#### Competizioni nazionali
- Campionato messicano: 2

Pumas UNAM: Clausura 2009, Clausura 2011